# Feindfahrt

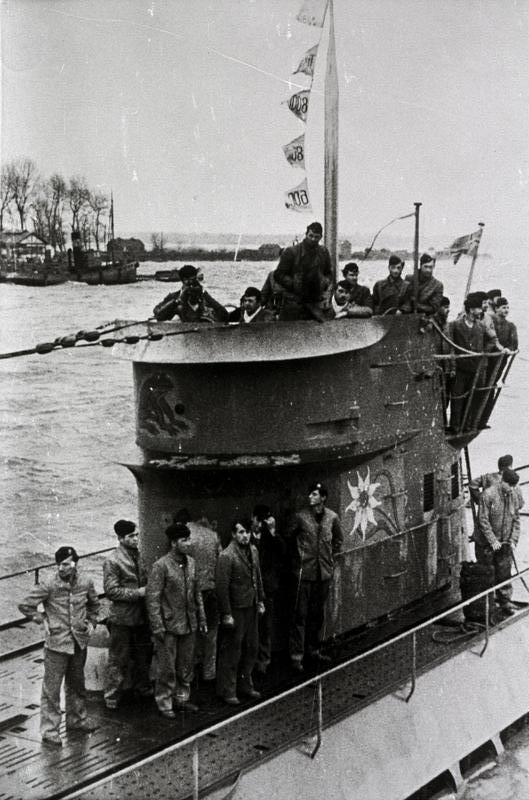
U 124 kehrt von einer Feindfahrt zurück, die Wimpel über dem Turm zeigen die Anzahl der versenkten feindlichen Schiffe, 1941

Als Feindfahrt wird im Marinejargon ein Törn von Kriegsschiffen zum Angriff auf einen Feind im Seekrieg genannt.
Es werden zwei Arten von Feindfahrten unterschieden: zum einen, wenn ein Schiff mit der ganzen oder Teilen der Flotte zum Angriff auf feindliche Seestreitkräfte ausläuft; zum anderen, wenn ein einzelnes Schiff zum Angriff auf feindliche Kriegs- und Handelsschiffe ausläuft.
Die Rückkehr von einer Feindfahrt wird bisweilen von bestimmten Ritualen des Wiedersehens begleitet, etwa das Hissen von Siegeswimpeln. Bei manchen Seestreitkräften ist es üblich, eine Anzahl von Feindfahrten anzusetzen, nach deren Absolvierung ein Soldat befördert oder entlassen wird.
Die Feindfahrt kann von der Aufklärungsfahrt, beispielsweise von Patrouillenbooten, und der Versorgungsfahrt von Versorgungsschiffen unterschieden werden. Zudem gibt es Überführungs- oder Verlegungsfahrten zwischen Marinestützpunkten, bei denen eine Feindberührung möglichst vermieden werden soll.

## Sonstige Bedeutungen
Feindfahrt lautet der deutsche Titel eines Buches des britischen Autors Jack Higgins.